# فهرست نمایندگان ولی فقیه در استان‌ها
نماینده ولی فقیه در استان‌ها توسط رهبر نظام جمهوری اسلامی ایران در هر استان تعیین می‌شود و به‌طور معمول امام جمعه منصوب مرکز هر استان این سمت را دارد؛ با این استثناء که نماینده ولی فقیه در استان کردستان، فردی غیر از امام جمعه سنندج است و در استان اصفهان علاوه بر امام جمعه مرکز استان، امام جمعه شهر کاشان نیز جداگانه این نمایندگی را در شهرستان متبوع خود دارد.

## نمایندگان کنونی ولی فقیه استان‌ها
| استان               | نماینده ولی فقیه (تاریخ تولد)         | تاریخ انتصاب  | عضو مجلس‌خبرگان | مرکز استان |
| ------------------- | ------------------------------------- | ------------- | -------------- | ---------- |
| آذربایجان شرقی      | احمد مطهری اصل (زاده ۱۳۴۱)            | تير ۱۴۰۳      | نه             | تبریز      |
| آذربایجان غربی      | سید مهدی قریشی (زاده ۱۳۴۲)            | دی ۱۳۹۲       | نه             | ارومیه     |
| اردبیل              | سید حسن عاملی (زاده ۱۳۴۱)             | آبان ۱۳۸۱     | آری            | اردبیل     |
| اصفهان              | سید یوسف طباطبایی‌نژاد (زاده ۱۳۲۳)     | شهریور ۱۳۸۱   | آری            | اصفهان     |
| البرز               | سید محمدمهدی حسینی همدانی (زاده ۱۳۴۲) | مهر ۱۳۹۲      | نه             | کرج        |
| ایلام               | الله‌نور کریمی‌تبار (زاده ۱۳۴۲)         | مهر ۱۳۹۷      | نه             | ایلام      |
| بوشهر               | غلامعلی صفایی بوشهری (زاده ۱۳۳۸)      | اسفند ۱۳۸۷    | آری            | بوشهر      |
| چهارمحال و بختیاری  | سید ابوالحسن فاطمی (زاده ۱۳۴۱)        | شهریور ۱۴۰۳   | نه             | شهرکرد     |
| خراسان جنوبی        | سید علیرضا عبادی (زاده ۱۳۱۸)          | مرداد ۱۳۹۵    | نه             | بیرجند     |
| خراسان رضوی         | سید احمد علم‌الهدی (زاده ۱۳۲۳)         | اسفند ۱۳۹۴    | آری            | مشهد       |
| خراسان شمالی        | رضا نوری (زاده ۱۳۵۲)                  | آذر ۱۳۹۹      | نه             | بجنورد     |
| خوزستان             | سید عبدالنبی موسوی‌فرد (زاده ۱۳۳۵)     | اردیبهشت ۱۳۹۸ | نه             | اهواز      |
| زنجان               | سید مصطفی حسینی (زاده ۱۳۶۱)           | مهر ۱۴۰۳      | نه             | زنجان      |
| سمنان               | مرتضی مطیعی (زاده ۱۳۴۳)               | مرداد ۱۴۰۰    | نه             | سمنان      |
| سیستان و بلوچستان   | مصطفی محامی (زاده ۱۳۴۴)               | بهمن ۱۳۹۷     | نه             | زاهدان     |
| فارس                | لطف‌الله دژکام (زاده ۱۳۴۱)             | اردیبهشت ۱۳۹۷ | آری            | شیراز      |
| قزوین               | حسین مظفری (زاده ۱۳۴۸)                | بهمن ۱۴۰۳     | آری            | قزوین      |
| قم                  | سید محمد سعیدی (زاده ۱۳۳۰)            | ۱۳۸۷‎          | آری            | قم         |
| کردستان             | عبدالرضا پورذهبی (زاده ۱۳۴۲)          | شهریور ۱۳۹۹‏   | نه             | سنندج      |
| کرمان               | حسن علیدادی سلیمانی                   | آذر ۱۳۹۶      | نه             | کرمان      |
| کرمانشاه            | حبیب‌الله غفوری (زاده ۱۳۴۱)            | مهر ۱۴۰۲      | نه             | کرمانشاه   |
| کهگیلویه و بویراحمد | سید نصیر حسینی (زاده ۱۳۴۶)            | دی ۱۳۹۸       | نه             | یاسوج      |
| گلستان              | سید کاظم نورمفیدی (زاده ۱۳۱۹)         | آذر ۱۳۶۱      | نه             | گرگان      |
| گیلان               | رسول فلاحتی (زاده ۱۳۴۲)               | فروردین ۱۳۹۷  | آری            | رشت        |
| لرستان              | سید احمدرضا شاهرخی (زاده ۱۳۴۵)        | آذر ۱۳۹۸      | نه             | خرم‌آباد    |
| مازندران            | محمدباقر محمدی لائینی (زاده ۱۳۳۲)     | آبان ۱۳۹۸     | آری            | ساری       |
| مرکزی               | قربانعلی دری نجف‌آبادی (زاده ۱۳۲۴)     | مهر ۱۳۸۸      | آری            | اراک       |
| هرمزگان             | محمد عبادی‌زاده (زاده ۱۳۴۲)            | تیر ۱۳۹۸      | نه             | بندرعباس   |
| همدان               | حبیب‌الله شعبانی موثقی (زاده ۱۳۵۶)     | اسفند ۱۳۹۷    | آری            | همدان      |
| یزد                 | محمدرضا ناصری (زاده ۱۳۲۳)             | مرداد ۱۳۹۰    | آری            | یزد        |

## نمایندگان ولی فقیه استان‌ها در طول نظام جمهوری اسلامی
- آذربایجان شرقی

1. سید محمدعلی قاضی طباطبایی[الف] (۱۳۵۸)
2. سید اسدالله مدنی[ب] (۱۳۵۸-۱۳۶۰)
3. علی مشکینی (۱۳۶۰)
4. مسلم ملکوتی (۱۳۶۰-۱۳۷۴)
5. محسن مجتهد شبستری (۱۳۷۴-۱۳۹۶)
6. سید محمدعلی آل‌هاشم[پ] (۱۳۹۶-۱۴۰۳)
7. احمد مطهری اصل (۱۴۰۳-اکنون)

- آذربایجان غربی

1. غلامرضا حسنی  (۱۳۶۰-۱۳۹۲)
2. سید مهدی قریشی (۱۳۹۲-اکنون)

- اردبیل

1. بیوک خلیل‌زاده (مروج اردبیلی) (۱۳۵۸-۱۳۸۰)
2. سید احمد فاطمی (۱۳۸۰-۱۳۸۱)
3. سید حسن عاملی (۱۳۸۱- اکنون)

- اصفهان

1. سید جلال‌الدین طاهری (۱۳۵۸-۱۳۸۱)
2. سید یوسف طباطبایی‌نژاد (۱۳۸۱-اکنون)

- البرز

1. سید محمدمهدی حسینی همدانی (۱۳۹۲-اکنون)

- ایلام

1. مجتبی یعسوبی
2. محمدنقی لطفی
3. الله‌نور کریمی‌تبار

- بوشهر

1. سید محمود مدنی بروجنی
2. ابراهیم فاضل فردوسی
3. اسدالله ایمانی
4. غلامعلی صفایی بوشهری

- چهارمحال و بختیاری

1. قربانعلی دری نجف آبادی (۱۳۵۹-۱۳۶۰)
2. سید رضا تقوی (۱۳۶۰-۱۳۶۵)
3. محمدرضا ناصری[۱۱](۱۳۶۵-۱۳۹۰)
4. محمدعلی نکونام (۱۳۹۰-۱۴۰۳)
5. سید ابوالحسن فاطمی (۱۴۰۳-اکنون)

- خراسان جنوبی

1. عباس واعظ طبسی
2. سید علیرضا عبادی

- خراسان رضوی

1. عباس واعظ طبسی
2. سید احمد علم‌الهدی

- خراسان جنوبی

1. عباس واعظ طبسی
2. ابوالقاسم یعقوبی
3. رضا نوری

- خوزستان

1. سید محمدعلی موسوی جزایری (۱۳۶۱-۱۳۹۸)
2. سید عبدالنبی موسوی‌فرد (۱۳۹۸- اکنون)[۱۲]

- زنجان

1. سید عزالدین حسینی زنجانی(؟-۱۳۶۱)
2. سید اسماعیل موسوی زنجانی (۱۳۶۱-۱۳۸۲)
3. محمدتقی واعظی (۱۳۸۲-۱۳۹۰)
4. علی خاتمی (۱۳۹۰-۱۴۰۳)
5. سید مصطفی حسینی (۱۴۰۳-اکنون)[۱۳]

- سمنان

1. عباسعلی اختری (۱۳۶۰-۱۳۸۰)
2. سید محمد شاهچراغی (۱۳۸۰-۱۴۰۰)
3. مرتضی مطیعی (۱۴۰۰-اکنون)

- سیستان و بلوچستان

1. سيد مهدی عبادی (۱۳۵۹-۱۳۷۲)
2. حبيب‌الله‌ محمديان‌ نیشابوری (۱۳۷۲-۱۳۸۰)
3. عباسعلی سلیمانی (۱۳۸۰-۱۳۹۷)
4. مصطفی محامی (۱۳۹۷-اکنون)

- فارس

1. سید عبدالحسین دستغیب[ت] (۱۳۵۸-۱۳۶۰) [۱۴]
2. محی‌الدین حائری شیرازی(۱۳۶۰-۱۳۸۷)[۱۵]
3. اسدالله ایمانی (۱۳۸۷-۱۳۹۷)
4. لطف‌الله دژکام (۱۳۹۷-اکنون)[۱۶]

- قزوین

1. هادی باریک‌بین (۱۳۶۰-۱۳۹۳)
2. عبدالکریم عابدینی (۱۳۹۳-۱۴۰۳)
3. حسین مظفری (۱۴۰۳-اکنون)[۱۷]

- قم

- کردستان

1. سید موسی موسوی قهدریجانی[۱۸]
2. سید محمد حسینی شاهرودی
3. عبدالرضا پورذهبی[۱۹]

- کرمان

1. سید یحیی جعفری (۱۳۵۹-۱۳۹۶)
2. حسن علیدادی سلیمانی(۱۳۹۶-اکنون)[۲۰]

- کرمانشاه

1. عطاءالله اشرفی اصفهانی (۱۳۸۵-۱۳۶۱)
2. محمدعلی موحدی کرمانی(۱۳۶۱-۱۳۶۴)[۲۱]
3. محمدحسین زرندی(۱۳۶۴-۱۳۸۶)[۲۲]
4. مصطفی علماء(۱۳۸۶-۱۴۰۲)
5. حبیب‌الله غفوری(۱۴۰۲-اکنون)[۲۳]

- کهگیلویه و بویراحمد

1. سید کرامت‌الله ملک‌حسینی
2. سید شرف‌الدین ملک‌حسینی[۲۴]
3. سید نصیر حسینی[۲۵]

- گلستان

1. سید کاظم نورمفیدی[۲۶]

- گیلان

1. صادق احسانبخش
2. زین‌العابدین قربانی
3. رسول فلاحتی

- لرستان

1. سید محمدنقی شاهرخی
2. سید کاظم حسینی میانجی
3. سید احمد میرعمادی
4. سید احمدرضا شاهرخی

- مازندران

1. هادی روحانی[ث]
2. نورالله طبرسی
3. محمدباقر محمدی لائینی

- مرکزی

1. ابوالفضل خوانساری
2. سید ابوطالب محمودی گلپایگانی
3. احمد محسنی گرکانی
4. قربانعلی دری نجف‌آبادی

- هرمزگان

- همدان

1. سید اسدالله مدنی [۲۷]
2. سيد ابوالحسن موسوى همدانى[۲۸]
3. غیاث‌الدین طاهامحمدی
4. حبیب‌الله شعبانی موثقی[۲۹]

- یزد

1. محمد صدوقی[ج] [۳۰]
2. سید روح‌الله خاتمی[۳۱]
3. محمدعلی صدوقی[۳۲]
4. محمدرضا ناصری[۳۳]

## فهرست نمایندگان ولی فقیه در شهرهای غیر مرکز استان
| شهر   | استان  | نماینده ولی فقیه |
| ----- | ------ | ---------------- |
| کاشان | اصفهان | سید سعید حسینی   |

## یادداشت
1. ↑   در آبان ۱۳۵۸ توسط گروه فرقان ترور شد. از وی به عنوان «اولین شهید محراب انقلاب اسلامی» یاد می‌شود.
2. ↑   در شهریور ۱۳۶۰ و در حین اقامهٔ نمازجمعه، مورد سؤقصد عوامل سازمان مجاهدین خلق قرار گرفته و ترور شد. از او با عنوان «دومین شهید محراب انقلاب اسلامی» یاد می‌شود.
3. ↑  در اردیبهشت ۱۴۰۳ در سانحه سقوط بالگرد همراه با سید ابراهیم رئیسی رئیس‌جمهور وقت و چند نفر دیگر کشته شد.
4. ↑  در آذر سال ۱۳۶۰ توسط یکی از اعضای سازمان مجاهدین خلق ایران، در یک بمب‌گذاری انتحاری ترور شد.از او با عنوان «سومین شهید محراب انقلاب اسلامی» یاد می‌شود.
5. ↑  هادی روحانی تنها امام جمعه غیر مرکز استان بابل در کشور بود که به سمت نمایندگی ولی فقیه استان منصوب شد.
6. ↑  در تیر ۱۳۶۱ توسط عوامل سازمان مجاهدین خلق ایران ترور شد. از وی پس از این حادثه تحت عنوان «چهارمین شهید محراب انقلاب اسلامی »  یاد می‌شود.